# Technische Universiteit Gdańsk
De Technische Universiteit Gdańsk (Pools: Politechnika Gdańska (PG); Engels: Gdańsk University of Technology (Gdańsk Tech)) is een openbare technische universiteit in Gdańsk in het Poolse Woiwodschap Pommeren.
De hoofdcampus van de instelling ligt in de wijk Wrzeszcz, ten noordwesten van het stadscentrum. De instelling telt negen faculteiten en biedt onderwijs in 41 studiegebieden. Een aantal programma's en vakken worden in het Engels aangeboden.
De universiteit trad in oktober 2015 toe tot het CESAER-universiteitsnetwerk, de Conference of European Schools for Advanced Engineering Education and Research, en is eveneens lid van de European University Association.

## Geschiedenis

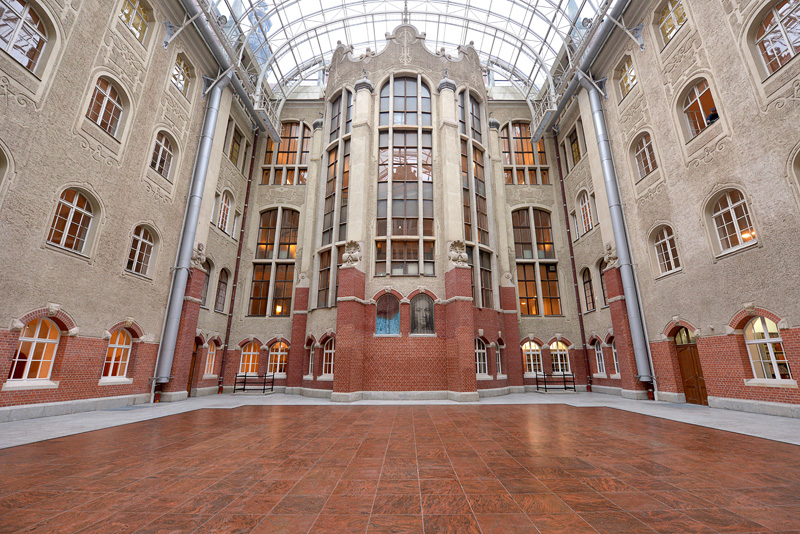
De Daniel Gabriel Fahrenheit binnenplaats in het hoofdgebouw van de Politechnika

De universiteit werd opgericht in 1904 als Königliche Technische Hochschule zu Danzig. In 1918 werd dit na de Eerste Wereldoorlog de Technische Hochschule in Danzig. Door de status van Danzig na het Verdrag van Versailles veranderde de naam in 1921 naar de Technische Hochschule der Freien Stadt Danzig. Van 1939 tot 1941 werd dit de Technische Hochschule Danzig en in 1941 de Reichshochschule Danzig. Na de overname van de stad door het Rode Leger werden alle Duitsers verdreven uit de stad Gdańsk en werden de verbrande ruïnes omgebouwd tot een Poolse universiteit die werd opgericht op 24 mei 1945. In het licht van de tragische geschiedenis van de universiteit onder nazi-bewind, werd de officiële oprichtingsdatum van de instelling 1945. In recentere tijden werd terug gegrepen naar de oprichtingsdatum van 1904 en werd in 2004 een eeuwfeest georganiseerd. Ook worden in de instelling twee beroemde plaatselijke wetenschappers herdacht en benoemd die evenwel leefden lang voor de oprichting van de technische universiteit, de astronoom Johannes Hevelius en de natuurkundige Gabriel Fahrenheit. Onder meer de centrale ruimtes in het hoofdgebouw van de instelling zijn naar deze twee opmerkelijke vorsers genoemd.
Aalborg ·
Aken ·
Barcelona ·
Belgrado · 
Berlijn · 
Boedapest · 
Boekarest · 
Braunschweig · 
Brno ·
Darmstadt ·
Delft ·
Dresden ·
Dublin ·
Enschede · 
Gdańsk · 
Gent ·
Glasgow · 
Göteborg ·
Graz ·
Grenoble ·
Guildford · 
Haifa ·
Hannover ·
Helsinki ·
Istanboel ·
Karlsruhe ·
Kaunas ·
Lausanne ·
Leuven ·
Lissabon ·
Lissabon NOVA ·
Louvain-la-Neuve ·
Lund · 
Lyon ·
Madrid ·
Milaan ·
Parijs-Saclay ·
Parijs ParisTech ·
Porto ·
Poznań ·
Praag ·
Riga ·
Sheffield · 
Stockholm ·
Stuttgart ·
Tallinn ·
Tomsk ·
Trondheim ·
Turijn ·
Valencia ·
Warschau ·
Wenen ·
Zürich